# Santa Cruz da Vitória

Hartă a Braziliei indicând municipiul Santa Cruz da Vitória

Santa Cruz da Vitória este un oraș în statul Bahia (BA) din Brazilia.
Localitatea, care a fost fondată în anul 1962, se găsește la o altitudine de 281 m și are o suprafață de  250,9 km².
În anul 2004, Santa Cruz da Vitória avea o populație de 7.216 de locuitori (după alte surse, 7.329), cu o densitate de 29,21 loc./km².  Arhivat în 17 ianuarie 2007, la Wayback Machine.